# 승주초등학교 죽학분교
승주초등학교 죽학분교는 대한민국 전라남도 순천시에 있었던 공립 초등학교이다.

## 학교 연혁
- 1935년 4월 20일: 쌍암공립보통학교 부설 남강간이학교 설립인가(쌍암면 유평리 571)
- 1943년 4월 16일: 쌍암남공립국민학교로 개칭
- 1984년 3월 1일: 병설유치원 개원
- 1985년 10월 1일: 승주남국민학교로 개칭
- 1988년 11월 26일: 신축학교 준공
- 1989년 7월 10일: 신축학교 완공
- 1989년 7월 19일: 신축학교로 이사(죽학리 71-1)
- 1989년 9월 15일: 신축 교사 낙성식
- 1993년 3월 1일: 승주국민학교 죽학분교로 편입
- 1996년 3월 1일: 승주초등학교 죽학분교로 개칭
- 2024년 2월 29일: 89년만에 폐교

## 참고 자료
- 승주초등학교죽학분교장 - 한국교육학술정보원 학교알리미